# Livro Vermelho das Línguas Ameaçadas
O Livro Vermelho das Línguas Ameaçadas foi uma publicação impressa que continha uma lista abrangente das línguas ameaçadas no mundo. A publicação estava sob responsabilidade da Organização das Nações Unidas para a Educação, a Ciência e a Cultura (UNESCO).
A última edição do livro foi publicada em 2003, sedo substituído por uma edição online denominada "Atlas Mundial das Línguas em Perigo". Sua nova versão em forma de atlas online identifica e documenta línguas ameaçadas de extinção e fornece informações sobre os motivos e causas do desaparecimento dessas línguas. Inclui um mapa do mundo mostrando a distribuição geográfica das línguas ameaçadas de extinção, bem como informações detalhadas sobre cada área linguística afetada. O Atlas é atualizado regularmente para refletir a situação atual das línguas ameaçadas e indicar a importância de protegê-las e preservá-las. O atlas é um recurso importante para linguistas, antropólogos e qualquer pessoa que trabalhe para preservar a diversidade cultural e linguística do mundo.